# Телешовка (Могилёвская область)
Телешо́вка (бел. Целяшо́ўка) — деревня в составе Паршинского сельсовета Горецкого района Могилёвской области Республики Беларусь.

## Население
- 1999 год — 46 человек
- 2010 год — 27 человек